# 小行星21459
小行星21459（21459 Chrisrussell）是一颗绕太阳运转的小行星，为主小行星带小行星。该小行星于1998年4月19日发现。

## 轨道参数
小行星21459的轨道半长轴为338 273 261 km，2.2611849 UA，离心率为0.133。